# Rob Johnson (calciatore)
Robert Simon Johnson, conosciuto più semplicemente come Rob Johnson (Bedford, 22 febbraio 1962) è un ex calciatore inglese, di ruolo difensore.

## Carriera
Nel 1979, all'età di 17 anni, viene ingaggiato dal Luton Town; nella stagione 1982-1983 viene aggregato alla prima squadra, senza però mai giocare anche a causa di un infortunio al ginocchio. Nella parte iniziale della stagione passa in prestito al Lincoln City, con cui esordisce tra i professionisti disputando 4 partite in Third Division; terminato il prestito, nella seconda parte di stagione gioca 2 partite in prima divisione con gli Hatters. Nella stagione 1984-1985 non viene invece mai impiegato in partite ufficiali, tornando a giocare solamente nella stagione 1985-1986, nella quale gioca ulteriori 15 partite in prima divisione. Tra il 1986 ed il 1989 Johnson vive poi gli anni migliori della carriera: nella stagione 1986-1987 gioca infatti stabilmente da titolare (34 presenze in First Division), ed anche nelle 2 successive stagioni gioca rispettivamente 25 e 21 partite: nella stagione 1987-1988 contribuisce anche alla vittoria della Coppa di Lega, primo trofeo maggiore vinto dal Luton Town nella sua storia, nel quale gioca da titolare la vittoriosa finale del 24 aprile 1988.
Al termine della stagione 1988-1989, dopo 97 presenze in prima divisione, Johnson viene ceduto al Leicester City: qui, in 2 stagioni, gioca complessivamente 25 partite in seconda divisione; dopo una breve apparizione al Barnet (2 presenze in Fourth Division nella stagione 1991-1992) gioca infine con i semiprofessionisti dell'Hitchin Town.

## Palmarès

### Club

#### Competizioni nazionali
- Coppa di Lega inglese: 1

Luton Town: 1987-1988